# 拉格朗日 (贝尔福地区省)
拉格朗日（法語：Lagrange，法語發音：[laɡʁɑ̃ʒ]）是法国勃艮第-弗朗什-孔泰大区贝尔福地区省的一个市镇，位于该省东部偏北，属于贝尔福区和大贝尔福城市圈公共社区。

## 地理
拉格朗日（47°40'50"N, 6°58'45"E）面积0.93 平方千米，位于法国勃艮第-弗朗什-孔泰大區贝尔福地区省，该省份为法国东北部内陆省份，东临上莱茵省，北起孚日省，西接上索恩省，南与杜省和瑞士接壤。
与拉格朗日接壤的市镇（或旧市镇、城区）包括：圣日耳曼勒沙特莱、昂若、伯通维利耶、拉里维耶尔。

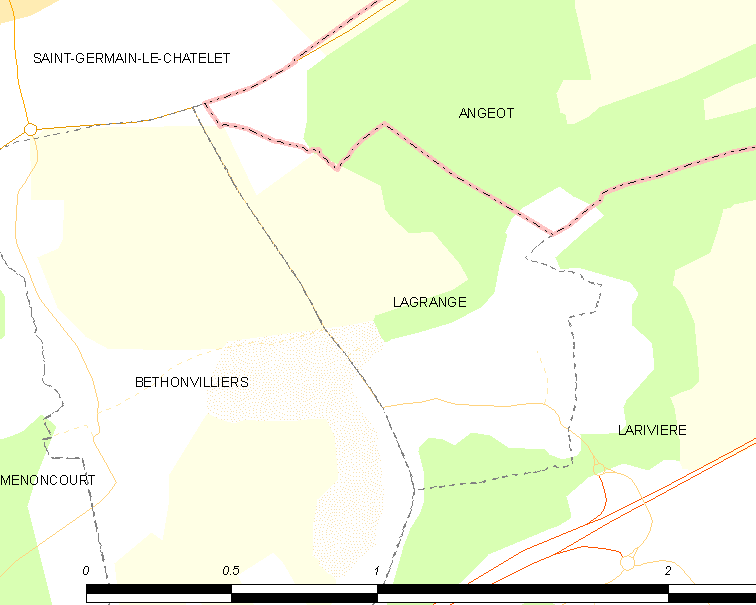
的OSM定位图

拉格朗日的时区为UTC+01:00、UTC+02:00（夏令时）。

## 行政
拉格朗日的邮政编码为90150，INSEE市镇编码为90060。

## 政治
拉格朗日所属的省级选区为格朗维拉尔县。

## 人口

1962-2008年间人口变化图示

拉格朗日于2022年1月1日时的人口数量为139人。